# Stoney Edwards
Stoney Edwards (Seminole County (Oklahoma), 24 december 1929 – 5 april 1997) was een Amerikaanse countryzanger, gitarist en songwriter. Hij was een van de eerste zwarte zangers die een belangrijke rol speelde in de countrymuziek. Hij is vooral bekend van het nummer She's My Rock, een top 20 countryhit die later een hit werd voor Brenda Lee en vervolgens voor George Jones.

## Biografie
Geboren als Frenchie (of Frenchy) Edwards op 24 december 1929 op het platteland van Seminole County, Oklahoma, was hij een van de jongste van zeven kinderen van Rescue Edwards (bekend als 'Bub'), een boer uit North Carolina en zijn vrouw Ollie (bekend als 'Red'). Al op jonge leeftijd droomde Edwards ervan op te treden in de Grand Ole Opry. Nadat hij naar het gebied van San Francisco was verhuisd en daar een gezin had gesticht, zou Edwards in zijn vrije tijd muziek spelen. Maar in 1968 zou een arbeidsongeval zijn leven voor altijd veranderen. Tijdens zijn werk als heftruckchauffeur in een staalraffinaderij raakte Edwards gevangen in een afgesloten tank en leed hij aan ernstige koolstofdioxidevergiftiging. Hij stond de komende twee jaar aan de kant in coma, bijna coma of in een toestand die aan krankzinnigheid grenst.
Naarmate zijn toestand verbeterde, vond Edwards werk met klusjes en besteedde hij tegelijkertijd meer energie aan muziek. Hij zong in een honkytonk-stijl die deed denken aan Lefty Frizzell en Merle Haggard. In 1970, terwijl hij optrad tijdens een benefietconcert voor zijn held Bob Wills in Oakland (Californië), werd Stoney opgemerkt door de lokale advocaat Ray Sweeney. Na het doorbraaksucces van Charley Pride wist de advocaat dat de meeste labels op zoek waren naar een zwarte countryzanger. Slechts zes maanden nadat hij hersteld was van zijn ongeval, tekende Edwards een contract met Capitol Records. Gesteund door de toen nog weinig bekende Bob Wills tributeband Asleep at the Wheel, ging Edwards de studio in om wat nummers op te nemen. Zijn eerste single A Two Dollar Toy bij Capitol werd geïnspireerd door een incident waarbij zijn plannen om zijn gezin te verlaten werden afgebroken door het geluid van een kinderspeelgoed. Nadat hij had geweigerd het staalbedrijf aan te klagen, stond Edwards ook niet toe dat zijn vrouw een bijstandsuitkering aanvaardde. Omdat Edwards zijn gezin niet kon onderhouden vanwege zijn handicap, was hij van plan het huis uit te sluipen, zodat er één mond minder te eten was. Maar toen hij wegging, stapte hij op een speeltje en maakte hij zijn dochter Janice wakker.
Edwards bracht vijf albums uit bij Capitol, die twee singles bevatten om de Top 20 te halen. Hoewel zijn succes in de hitlijsten nooit de hoogten van Charley Pride bereikte, had Edwards een toegewijde aanhang. Een van zijn grootste hits She's My Rock, die in 1973 op #20 piekte, was een nummer 6-single voor Brenda Lee in 1975 (als He's My Rock) en een #2-hit voor George Jones in 1984. Bij minstens één gelegenheid nodigde Jones Edwards uit op het podium om het te zingen. Een andere populaire song was Hank and Lefty Raised My Country Soul, een eerbetoon aan Hank Williams sr. en Lefty Frizzell. Het bereikte de Top 40 in 1973. Frizzell zou naar verluidt met Edwards hebben gesproken, nadat hij het lied had gehoord, maar er zijn tegenstrijdige berichten over zijn reactie erop. In een versie staat dat Frizzell tot tranen toe bewogen was dat iemand hem nog herinnerde, vooral een zwarte man. Een ander verslag geeft aan dat Frizzell een raciaal scheldwoord gebruikte toen hij Edwards toesprak. Datzelfde scheldwoord zou te vinden zijn in een van Edwards' latere opnamen.
In 1976 veroorzaakte een van zijn laatste hitsingles de meeste controverse. Veel stations zouden Blackbird (Hold Your Head High) niet spelen omdat het de regel just a couple of country niggers bevatte, ondanks de bevestigende boodschap van het nummer. Aan het begin van de jaren 1980 begonnen zowel zijn gezondheid als zijn carrière achteruit te gaan.

## Overlijden
Stoney Edwards overleed in april 1997 op 67-jarige leeftijd aan de gevolgen van maagkanker.

## Discografie

### Singles
- 1970:	A Two Dollar Toy/An Old Mule's Hip Capitol 3005
- 1971:	Poor Folks Stick Together/Mama's Love Capitol 3061
- 1971: The Cute Little Waitress/Please Bring a Bottle Capitol 3131
- 1971: Odd-Job Dollar Bill Man/Fishin' Song Capitol 3191
- 1972:	Daddy Did His Best/I Bought the Shoes Capitol 3270
- 1972: All She Made of Me/You Can't Call Yourself Country Capitol 3347
- 1972: She's My Rock/I Won't Make It Through the Day Capitol 3462
- 1973:	You're a Believer/She's Helping Me Get Over You Capitol 3550
- 1973: Hank and Lefty Raised My Country Soul/A Few of the Reasons Capitol 3671
- 1973: Daddy Bluegrass/It's Raining on My Sunny Day Capitol 3766
- 1974:	I Will Never Get Over You/Honey (Stoney's Yodel Blues) Capitol 3878
- 1974: Our Garden of Love/Talk About a Woman Capitol 3949
- 1975:	Clean Your Own Tables/Do You Know the Man Capitol 4015
- 1975: Mississippi You're On My Mind/A Two Dollar Toy Capitol 4051
- 1975: Moon Over Morocca/Partners on the Road Capitol 4124
- 1975: Blackbird (Hold Your Head High)/Picking Wildflowers Capitol 4188
- 1976:	Love Still Makes the World Go Round/Real Thing Capitol 4246
- 1976: Don't Give Up on Me/July 12, 1939 Capitol 4337
- 1977:	Yankee Lady/Picking Wildflowers Capitol 4433
- 1978:	If I Had to Do It All Over Again/I Feel Chained JMI 47
- 1979:	My Oklahoma/Someone Like You JMI 49
- 1980:	Lean On Me/Too Much of Too Little Music America MA-105
- 1980: No Way to Drown a Memory/Reverend Leroy Music America MA-107
- 1980: One Bar at a Time/Stranger in My Arms Music America MA-109
- 1982:	All-Around Cowboy/Reverend Leroy Power 1
- 1982: Our Little Christmas Tree/Silent Night Hill Country 901

### Albums
- 1971:	Stoney Edwards, A Country Singer Capitol ST-741
- 1971: Down Home in the Country Capitol ST-834
- 1972:	Stoney Edwards Capitol ST-11090
- 1973:	She's My Rock Capitol ST-11173
- 1975:	Mississippi, You're On My Mind Capitol ST-11401
- 1976:	Blackbird Capitol ST-11499
- 1981:	No Way to Drown a Memory Music America 10021
- 1991:	Just For Old Time's Sake RBR 1000
- 1998:	The Best of Stoney Edwards: Poor Folks Stick Together Razor & Tie RE-8

- Bibliothèque nationale de France: cb137943322 (data)
- International Standard Name Identifier: 0000 0001 1839 3576
- Library of Congress Control Number: n91088102
- MusicBrainz: 65b72a96-123e-4182-a467-4d60b3b638c1
- Virtual International Authority File: 160217736
- WorldCat: E39PBJqBpQkbGfyY3vX8jPGmBP